# Morti nel 1067
| Questa pagina contiene informazioni ricavate automaticamente dalle voci biografiche con l'ausilio del template Bio e di un bot. L'aggiornamento è periodico e automatico e ricostruisce completamente la pagina. Se manca una persona in questa lista, sei pregato di non aggiungerla, ma accertati piuttosto che la sua voce biografica contenga il template Bio e che i dati anagrafici siano correttamente compilati. Se il template Bio manca, inseriscilo tu stesso o, in alternativa, metti l'avviso {{tmp\|Bio}} che ne segnala la mancanza. Se i dati riportati sono sbagliati, correggi direttamente la voce biografica; le modifiche saranno visibili in questa lista entro pochi giorni. Per chiarimenti vedi il progetto biografie. La lista contiene solo le 16 persone che sono citate nell'enciclopedia e per le quali è stato implementato correttamente il template Bio. Pagina aggiornata al 10 giu 2025. |

- 25 gennaio - Song Yingzong, imperatore cinese (n. 1032)
- 5 aprile - Goffredo II di Preuilly, conte francese
- 17 aprile - Roberto di La Chaise-Dieu, monaco cristiano francese
- 22 maggio - Costantino X Ducas, imperatore bizantino (n. 1006)
- 12 luglio - Giovanni Comneno, generale bizantino (n. 1020)
- 9 agosto - Maurilio di Rouen, arcivescovo francese
- 1º settembre - Baldovino V di Fiandra, conte
- 10 settembre - Lady Godiva, nobile britannica (n. 990)
- 7 novembre - Sancha I di León, regina
- 19 novembre - Abu'l-Aswar Shavur ibn Fadl, principe curdo
- 2 dicembre - Shaykh al-Tusi, giurista e teologo persiano (n. 996)
- 13 dicembre - Riccardo d'Évreux, nobile normanno
- Copsi, nobile anglosassone
- Erik VII di Svezia, re norrena (n. 1055)
- Osulf di Northumbria, nobile e militare britannico
- Ottone I di Meißen, nobile tedesco